# Gruppi ricerca ecologica
I Gruppi Ricerca Ecologica (GRE) sono un'associazione ambientalista a carattere nazionale riconosciuta dal Ministero dell'ambiente ai sensi dell'art. 13 della Legge n. 349/1986, che opera in Italia nella tutela dell'ambiente, nella protezione civile e nella conservazione dei beni culturali.
Sono ente gestore di due riserve siciliane e sono presenti in numerosi tavoli regionali ambientali e gruppi tecnici di aree protette.

## Storia
L'associazione venne fondata negli anni settanta nell'ambito del Fronte della Gioventù dal biologo Alessandro Di Pietro, dirigente di organizzazioni giovanili del Movimento Sociale Italiano. La nascita dell'associazione avviene nell'area politica missina a quel tempo più sensibile ai temi "alternativi al sistema" dell'ambientalismo e del comunitarismo; la stessa area che negli stessi anni diede vita all'esperienza dei cosiddetti Campi Hobbit. 
Nel 1988 viste le finalità, vengono riconosciuti dalla Regione Siciliana anche come associazione di volontariato con personalità giuridica per la salvaguardia dell'ambiente naturale per l'affidamento di aree protette: attualmente i GRE sono Ente Gestore della riserva naturale integrale Grotta dei Puntali (un’area naturale protetta situata nel territorio del comune di Carini, nella città metropolitana di Palermo) nonché della riserva naturale orientata Grotta della Molara (un’area naturale protetta situata nel territorio del comune di Palermo). Ma rappresentanti dei GRE sono inoltre presenti, a diverso titolo, negli organi di gestione di altre aree protette.
Nel corso della loro attività si sono distinti in numerose campagne ambientaliste e progetti in collaborazione con le scuole: Progetto Arcobaleno per il monitoraggio delle piogge acide, progetto Città verde, Progetto Lattina Trophy per incentivare il riciclo dell'alluminio.
Sono stati precursori della battaglia contro la plastica con una campagna di cartoline inviata al presidente Cossiga per sollecitare l'attenzione sul pericolo immanente dell'utilizzo indiscriminato di plastica.
L'associazione è diffusa sull'intero territorio, anche tramite organizzazioni regionali autonome. Dal maggio 2021 è Ente del terzo settore, ed aderisce alla Rete associativa ASI. È altresí iscritta nel Registro dei rappresentanti di interesse presso la Camera dei Deputati.

## Compiti
Ha come compiti principali statutari: 
- la tutela e salvaguardia ambientale
- il servizio civile
- la protezione animale
- la protezione civile
- l'antincendio boschivo
- la tutela e salvaguardia dei beni storici e culturali[9]

## Aree protette gestite
- Riserva naturale orientata Grotta della Molara
- Riserva naturale integrale Grotta dei Puntali

## Libri
- Alessandro Di Pietro, Il prezzo della salvezza, Ed. G.R.E., 1989.
- Alberto Samonà, Intervista sull'ambiente, Ed. G.R.E., 1999.